# Club Provincial Osorno
El Club Provincial Osorno fue un equipo de básquetbol de la ciudad de Osorno que participó en la División Mayor del básquetbol chileno durante 13 años.
El equipo recibía coloquialmente el nombre de Los "Toros"; y sus clubes rivales clásicos eran el Club Deportivo Valdivia y el Club de Deportes Provincial Llanquihue.
Su sede era el Gimnasio Monumental María Gallardo, recinto conocido como el "gigante de Pilauco" con capacidad para 5.500 espectadores; ubicado en el complejo de la Villa Olímpica de Osorno.

## Historia
Tras la desaparición del Club Malta Morenita de Osorno en el año 1989, la ciudad de Osorno estuvo 6 años sin tener un representante en la Dimayor; hasta que el Club Provincial Osorno comenzó a participar en la Dimayor en el año 1996.
En campeonatos internacionales, su mejor participación en Liga Sudamericana de Clubes, fue la llegada a cuartos de final en el año 2007. Igualmente, en 2007 contradictoriamente por primera vez no clasificó a los play-offs del campeonato Dimayor; decepcionando a su hinchada, que tenía grandes expectativas, tras su participación internacional y haber sido campeón en 2006.
Finalmente el club desaparece en 2009, retirándose de la DIMAYOR debido a su insolvencia económica; siendo sustituido por el actual Club Social y Deportivo Osorno Básquetbol como el equipo de Básquetbol representante de la ciudad de Osorno.
Finales ganadas.
- - 1999 (tras vencer en la final de la edición 1999 a la Universidad de Concepción por un marcador global de 4 a 2)
  - 2000 (tras vencer en la final de la edición 2000 a la Universidad de Concepción por un marcador global de 4 a 0)
  - 2004 (tras vencer en la final de la edición 2004 al Provincial Llanquihue por un marcador global de 4 a 3)
  - 2006 (tras vencer en la final de la edición 2006 al Club Liceo Mixto de Los Andes por un marcador global de 4 a 3).

## Trayectoria
Nota: G: Partidos ganados; P: Partidos perdidos; Pts: Puntos
| Temporada         | G   | P  | Pts   | Play-offs                                              | Resultado                                                                                     |
| ----------------- | --- | -- | ----- | ------------------------------------------------------ | --------------------------------------------------------------------------------------------- |
| Provincial Osorno |     |    |       |                                                        |                                                                                               |
| 1996              | 14  | 18 | 46    | Pierde 1.ª Ronda                                       | U. de Concepción 3 - P. Osorno 1                                                              |
| 1997              | 12  | 6  | 30    | Pierde 1.ª Ronda                                       | D. Petrox 3 - P. Osorno 2                                                                     |
| 1998              | 11  | 9  | 21    | Pierde 1.ª Ronda                                       | D. Petrox 3 - P. Osorno 2                                                                     |
| 1999              | 14  | 6  | 21,5  | Gana 1.ª Ronda Gana Semifinales Gana Finales Dimayor   | P. Osorno 3 - D. Petrox 2 P. Osorno 3 - D. Español 2 P. Osorno 4 - U. de Concepción 2         |
| 2000              | 11  | 3  | 25    | Gana 1.ª Ronda Gana Semifinales Gana Finales Dimayor   | P. Osorno 3 - Liceo Mixto 0 P. Osorno 3 - U.D.E. Temuco 1 P. Osorno 4 - U. de Concepción 0    |
| 2001              | 10  | 4  | 24    | Gana 1.ª Ronda Pierde Semifinales                      | P. Osorno 3 - Liceo Mixto 1 D. Valdivia 3 - P. Osorno 0                                       |
| 2002              | 10  | 4  | 24    | Gana 1.ª Ronda Gana Semifinales Pierde Finales Dimayor | P. Osorno 3 - D. Valdivia 2 P. Osorno 3 - U. de Concepción 1 P. Llanquihue 4 - P. Osorno 3    |
| 2003              | 12  | 8  | 32    | Gana 1.ª Ronda Pierde Semifinales                      | P. Osorno 3 - U. de Concepción 1 P. Llanquihue 3 - P. Osorno 2                                |
| 2004              | 18  | 4  | 40    | Gana 1.ª Ronda Gana Semifinales Gana Finales Dimayor   | P. Osorno 3 - D. Español 1 P. Osorno 3 - Universidad Católica 2 P. Osorno 4 - P. Llanquihue 3 |
| 2005              | 17  | 5  | 39    | Gana 1.ª Ronda Pierde Semifinales                      | P. Osorno 3 - Puente Alto C.D. 0 U. de Concepción 3 - P. Osorno 2                             |
| 2006-07           | 16  | 6  | 47    | Gana 1.ª Ronda Gana Semifinales Gana Finales Dimayor   | P. Osorno 3 - D. Ancud 0 P. Osorno 3 - U. de Concepción 1 P. Osorno 4 - Liceo Mixto 3         |
| 2007-08           | 9   | 13 | 38,5  |                                                        |                                                                                               |
| 2008-09           | 10  | 12 | 38,5  | Pierde 1.ª Ronda                                       | U. de Concepción 3 - P. Osorno 2                                                              |
| Totales           | 164 | 98 | 427,5 |                                                        |                                                                                               |
| Playoffs          | 70  | 47 | 187   | 4 Campeonatos                                          | 4 Campeonatos                                                                                 |

1. ↑  La fase regular del Campeonato Oficial Dimayor 1998 fue disputada en dos etapas. Para obtener el puntaje final de la fase regular, se consideró el 50% de los puntos obtenidos en la primera etapa del torneo (PJ:14 - PG:6 - PP:8 - Pts:20) más el total de puntos conseguidos en la segunda etapa (PJ:6 - PG:5 - PP:1 - Pts:11).
2. ↑  Para obtener el puntaje final de la fase regular, se consideró el 50 % de los puntos obtenidos en la primera etapa del torneo (PJ:14 - PG:11 - PP:3 - Pts:25) más el total de puntos conseguidos en la segunda etapa (PJ:6 - PG:3 - PP:3 - Pts:9).
3. ↑  Para obtener el puntaje final de la fase regular, se consideró el 50 % de los puntos obtenidos en la fase zonal del torneo (PJ:18 - PG:10 - PP:8 - Pts:28) más el total de puntos conseguidos en la segunda etapa (PJ:22 - PG:16 - PP:6 - Pts:38).
4. ↑  Para obtener el puntaje final de la fase regular, se consideró el 50% de los puntos obtenidos en la fase zonal del torneo (PJ:10 - PG:5 - PP:5 - Pts:15) más el total de puntos conseguidos en la segunda etapa (PJ:22 - PG:9 - PP:13 - Pts:31).
5. ↑  Para obtener el puntaje final de la fase regular, se consideró el 50 % de los puntos obtenidos en la fase zonal del torneo (PJ:10 - PG:3 - PP:7 - Pts:13) más el total de puntos conseguidos en la segunda etapa (PJ:22 - PG:10 - PP:12 - Pts:32).

## Palmarés

### Torneos nacionales
- Dimayor (4): 1999, 2000, 2004, 2006
- Libsur (5):1999, 2000, 2002, 2003, 2005
- Torneo de Apertura Dimayor (1): 1998

### Torneos internacionales
- No ha ganado ningún título hasta el momento